# Siergiej Padiukow
Siergiej Nikołajewicz Padiukow, ros. Сергей Николаевич Падюков (ur. 23 października 1922 w Brześciu nad Bugiem, zm. 22 października 1993 w Toms River) – amerykański architekt i działacz emigracyjny
W 1939 w Brześciu nad Bugiem ukończył rosyjskie gimnazjum. Z powodu zajęcia miasta przez Armię Czerwoną przedostał się do okupowanej Warszawy. W 1941 wstąpił do Narodowego Związku Pracujących (NTS). Następnie został wywieziony przez Niemców na roboty przymusowe do III Rzeszy. Po zakończeniu wojny zamieszkał w zachodnich Niemczech. Kontynuował działalność w NTS. W 1950 na Politechnice w Karlsruhe ukończył studia na wydziale architektury i urbanistyki. W 1954 wyemigrował do USA, gdzie pracował w firmach architektonicznych. W 1960 otrzymał dyplom architekta na Princeton University. Od tego czasu prowadził w Toms River własną firmę architektoniczną, zajmując się m.in. projektowaniem i budową cerkwi prawosławnych. Jedną z tego typu budowli był Sobór św. Michała Archanioła w Sitce na Alasce, który przywrócił do świetności. Jednocześnie był członkiem Kongresu Rosyjskich Amerykanów. Przewodniczył sekcji amerykańskiej Międzynarodowego Stowarzyszenia Praw Człowieka. Wchodził w skład kierownictwa Rosyjskiego Funduszu Badawczego. Po 1991 r. zaangażował się w obronę praw mniejszości rosyjskich w byłych republikach ZSRR.